# Oreoschimperella
Oreoschimperella là chi thực vật có hoa trong họ Apiaceae.